# Tigris hadművelet (1992)
A Tigris hadművelet (horvátul: Operacija Tigar) a Horvát Hadsereg (HV) offenzívája volt, amelyet Dubrovnik közelében, Horvátország és Bosznia-Hercegovina területein hajtottak végre 1992. július 1. és 13. között. A hadműveletet úgy tervezték, hogy a Boszniai Szerb Köztársaság (VRS) hadseregét a várostól a Popovo-mező felé szorítsa vissza, egyúttal Rijeka dubrovačkán keresztül utánpótlást biztosítson a város védői számára. Rijeka Dubrovačkát június elején szerezte vissza a Horvát Hadsereg, amikor a Jugoszláv Néphadsereg (JNA) feloldotta Dubrovnik ostromát. A hadművelet sikerét elősegítette a HV Déli Front parancsnokságának felállítása, valamint a VRS elleni 1992. május–júniusi hadműveletek sikeres lezárása a Neretva folyó völgyében, amely a Sakál hadművelettel zárult.
Noha a Tigris hadművelet mindössze 40 négyzetkilométernyi területet foglalt vissza, biztosította a Ploče–Dubrovnik utat, és a HV-t olyan helyzetbe hozta, hogy a következő három és fél hónapban elfoglalja Dél-Dalmácia többi részét. Ezt a JNA Konavléből való tárgyalásos kivonulásával, majd Cavtat térségében egy kétéltű harcjárművekkel végrehajtott hadművelettel érték el – Konavle elfoglalásával megakadályozva, hogy a VRS csapatai elérjék az Adriai-tenger partját. Két további HV offenzíva, amelyek célja a Dubrovnik területe védelmének biztosítása volt – a Felszabadított Föld hadművelet (Operacija Oslobođena zemlja) és a Vlaštica-csúcs elleni támadás (Operacija Vlaštica) – stabilizálta a HV állásait a területen, egyúttal támadással fenyegette a VRS által birtokolt kelet-hercegovinai Trebinje városát. A JNA visszavonásának eredményeként demilitarizálták és 1996-ig az ENSZ ellenőrzése alá helyezték a Prevlaka-félszigetet.

## Előzmények
1990 augusztusában forradalom zajlott le Horvátországban, melynek központjai a dalmát hátország Knin város körüli, túlnyomórészt szerbek lakta területei, és Lika, a Kordun, Banovina és Kelet-Horvátország jelentős szerb lakossággal rendelkező települései voltak. Ezek a területek ezt követően Krajinai Szerb Köztársaság (RSK) néven egyesültek. Miután a Krajinai Szerb Köztársaság kinyilvánította szándékát a Szerbiával való integrációjára, ezt Horvátország kormánya az ország elleni nyílt lázadásnak nyilvánította. 1991 márciusára a konfliktus Horvátország függetlenségi háborújává fajult. 1991 júniusában Horvátország kikiáltotta függetlenségét, és ezzel Jugoszlávia felbomlott. Három hónapos moratórium következett, amely után a határozat október 8-án lépett hatályba. Az RSK ezután etnikai tisztogatást indított az ellenőrzés alatt álló területen élő horvát civilek ellen, és a nem szerbek többségét 1993 elejére kiűzték. 1993 novemberére kevesebb mint 400 horvát maradt az ENSZ által védett déli szektorként ismert területen, és további 1500-2000 fő maradt az északi szektorban.
Miután a Jugoszláv Néphadsereg (JNA) egyre jobban támogatta az RSK-t, és a horvát rendőrség képtelen volt megbirkózni a helyzettel, 1991 májusában megalakult Horvát Nemzeti Gárda (ZNG). A ZNG-t novemberben átnevezték HV-re. A Horvát Köztársaság fegyveres erőinek fejlesztését azonban akadályozta az ENSZ szeptemberben bevezetett fegyverembargója. 1991 utolsó hónapjaiban a háború leghevesebb harcai zajlottak, amelyek a laktanyacsatában Dubrovnik ostromában, és a vukovári csatában tetőztek.
1992 januárjában Horvátország, a JNA és az ENSZ képviselői aláírták a szarajevói megállapodást, és a harcok a két fél között szüneteltek. Egy sor sikertelen tűzszünet után a megállapodás felügyeletére és fenntartására az Egyesült Nemzetek Védelmi Erőit (United Nations Protection Force – UNPROFOR) telepítették Horvátországba. A konfliktus során megszerzett pozíciók megszilárdultak, és a JNA visszavonult Horvátországból Bosznia-Hercegovinába, ahol új konfliktus kialakulása volt várható. A JNA kivonulása után Szerbia továbbra is támogatta az RSK-t.
Ahogy a JNA kivonult Horvátországból, állománya már új boszniai szerb hadsereg felállítására készült. A boszniai szerbek 1992. január 9-én kikiáltották a Bosznia-hercegovinai Szerb Köztársaságot. 1992. február 29. és március 1. között népszavazást tartottak Bosznia-Hercegovina függetlenségéről, melyet később ürügyül használtak a boszniai háború kirobbantására. A boszniai szerbek március 1-jén a fővárosban Szarajevóban és másutt barikádokat állítottak fel, másnap pedig Szarajevóban és Dobojban feljegyezték a háború első halálos áldozatait. Március utolsó napjaiban a boszniai szerb hadsereg megkezdte Bosanski Brod ágyúzását, mire válaszul a HV 108. dandárja átlépte a város határát, április 4-én pedig a szerb tüzérség megkezdte Szarajevó lövését. A JNA és a VRS Bosznia-Hercegovinában szembeszálltak a Bosznia-hercegovinai Köztársaság Hadserege (ARBiH) és a Horvát Védelmi Tanács (HVO), valamint a bosnyákok, illetve a boszniai horvát vezetés ellenőrzése alatt által uralt központi kormányzattal. A HV a HVO támogatására időnként Bosznia-Hercegovinába is bevetette csapatait.
1992 áprilisában a JNA megújította támadó hadműveleteit a HV és a HVO ellen Nyugat- és Dél-Hercegovinában, Kupres és Stolac közelében. A JNA 2. katonai körzete, amelyet Milutin Kukanjac vezérezredes irányított, az 5. banja lukai hadtest és a 9. knini hadtest elemeit telepítette Kupres területére, elfoglalva a várost a HV-től és a HVO-tól, és az 1992. április 7-iki kupresi csatában közösen megvédve a délnyugatra fekvő Livno és Tomislavgrad területét a fenyegetettségtől. A JNA 4. katonai körzete, amelyet Pavle Strugar tábornok irányított, a 13. bilećai hadtestet és a 2. titogradi hadtestet vetette be Stolac és a Neretva keleti partja Mostar-tól délre fekvő nagy részének elfoglalására. A JNA tüzérséggel negtámadta Mostart, és április 6-án megkezdődtek a harcok a város körül, majd április 7-én és 8-án a Jugoszláv Légierő támadta Široki Brijeg-et. Az április 9-iki horvát támadásnak nem sikerült elfoglalnia a JNA által ellenőrzött mostari repülőteret. Április 11-én a boszniai szerb területvédelmi erők elfoglaltak két közeli vízerőművet a Neretva folyón, a JNA pedig kiszorította a HV/HVO haderőt Stolacból. A Mostartól 25 km-re délnyugatra fekvő Čapljinát a JNA időszakos tüzérségi és légi támadásai érték. Május 7-én a felek tűzszünetet kötöttek, de a JNA és a boszniai szerb erők másnap folytatták a támadást. A támadás során elfoglalták Mostar nagy részét és néhány területet a Neretva folyó nyugati partja mentén. Május 12-én a bosznia-hercegovinai JNA erők a VRS részévé váltak.
Bár a JNA úgy tervezte az offenzívát, hogy megelőzze a horvát támadást a szerbek által birtokolt területen, Horvátország a lépéseket a JNA dél-horvátországi megtámadása előjátékának tekintette, amely kifejezetten a Ploče kikötője és esetleg Split ellen irányult volna. A vélt fenyegetés ellensúlyozására a HV további csapatokat küldött a területre, amelyet déli frontnak neveztek el. A déli front élére kinevezett Janko Bobetko HV tábornok átszervezte a HVO parancsnoki struktúráját, és átvette erői irányítását a területen, hogy leállítsa a várható JNA/VRS offenzívát és visszaszerezze az elvesztett területet. Május végén Bobetko támadást indított az Adriai-tenger partja mentén és annak közvetlen hátországában, az ostromlott Dubrovnik felé, csatlakozva a városban lévő HV-erőhöz, és június 1-jén véget vetett a város JNA általi bekerítésének. A támadás egybeesett azzal, hogy a JNA kivonult a területről a konavlei dubrovniki repülőtér irányába, valamint a Bosznia-Hercegovina határain belüli állásaira. A határ ezen a területen mindössze 2–10 km-re húzódott a tengerparttól. Május 23-án a HV/HVO elfoglalta a Mostartól délre fekvő Hum-hegyet.
1992. június 7-én megkezdődött a „Júniusi hajnalok” hadműveletként is ismert Sakál hadművelet. A támadó HV/HVO erők Čapljinától keletre és északra Stolac és Mostar irányába indultak el, hogy visszaszorítsák a VRS-t a Neretva folyótól, és elfoglalják a Mostar környéki pozíciókat. Mivel a VRS hercegovina hadtestének állásai Tasovčići körül június 8-án összeomlottak, a HV/HVO gyorsan előrenyomult mindkét tervezett irányba. Június 11-én a fő támadás támogatására a mostari HVO erők megtámadták a Neretva folyó nyugati partján Mostartól délre levő VRS állásokat. Az előrenyomulás azonnal sikeres volt, ott és Mostarban is teret hódított. Június 12-re a Neretva nyugati partján egyetlen VRS-erő sem maradt. Június 15-re a HV/HVO befejezte Stolac és a környező terület elfoglalását, miközben a HV/HVO erők dél felől megközelítették Mostart, és június 17-én a mostari repülőtérnél egyesültek, majd befejezték a város elfoglalását. Június 26-ra a HV/HVO a Velež-hegység lejtőin tovább haladt kelet felé. Bár a frontvonalak nem mozdultak el jelentősen kelet felé, Mostar viszonylag biztonságossá vált a jövőbeli VRS-támadásokkal szemben. Június 10-én a Sas ’92 (Orao ’92) kódnevű hadművelet során a HV megpróbálta visszaszorítani a VRS erőket Dubrovnik feletti hegyeket uraló Golubov Kamen magaslatáról, ahol az országhatártól mindössze 700 méterre a Dubrovnikba vezető egyetlen út halad át. A támadás azonban nem volt megfelelően megszervezve, így nem vezetett sikerre.

## A szembenálló erők
A Tigris hadművelet végrehajtására a HV kezdetben 1475 katonát vetett be. Bár a térségben a VRS kevesebb katonával rendelkezett, tüzérségének azonban nagyobb tűzerő állt rendelkezésére, és ez előny volt a zord terepen való védekezéshez. A Tigris hadművelethez a HV 1. gárdadandára, a különleges erők Zrínyi zászlóalja, a 4. gárdadandár 3. zászlóalja, a dubrovniki székhelyű 163. gyalogdandár, és a gárdadandárok által elfoglalt pozíciók betöltésére további tartalékos HV-katonák álltak rendelkezésre. A tartalékos egységek nem hatékony parancsnoki struktúrái miatt a HV déli front parancsnoksága több rendes egységből kénytelen volt taktikai csoportokat alakítani. Nem megfelelően végrehajtott mozgósításuk miatt az egyes tartalékos egységekben is létszámhiány mutatkozott. A VRS hercegovina hadteste, különösen a kelet-hercegovinai a 472. gépesített dandár esetleges ellentámadásainak kivédésére, az 1. gárdadandár által elfoglalt állásokat átadták a 115. gyalogdandár, a 145. gyalogdandár, a 148. gyalogdandár, a 156. gyalogdandár egy zászlóaljának, illetve a 2. gyalogdandárnak.

## A hadművelet lefolyása

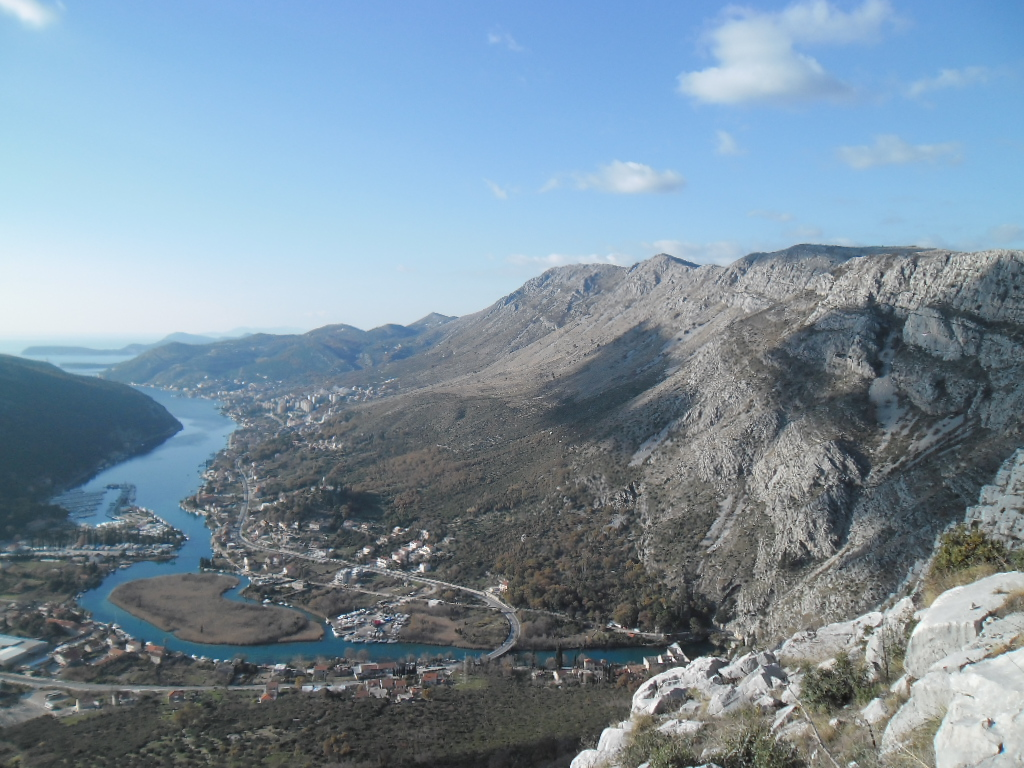
Rijeka dubrovačka látképe a Golubov kamenről

Miután a HV június elején kudarcot vallott, hogy a VRS-t távolabbra szorítsa Dubrovniktól, Bobetko „Tigris” fedőnéven újabb erőfeszítést tervezett a város biztonságának megőrzésére. Július 1-jén erőfeszítés tettek, hogy elfogják az Adriai-tengernek a szárazföldbe mély beékelődését képező Rijeka dubrovačka feletti Golubov kamen magaslatot. A 4. gárdadandár 3. zászlóalja által vezetett kezdeti támadás teret nyert, de a célt, miután a VRS csapatok ellentámadásba lendültek csak július 2-án tudták elérni. A 4. gárdadandár bal szárnyán, a Zrínyi zászlóalj különleges erőivel megerősített 1. gárdadandár feladata a Popovo-mező déli peremén lévő magaslatok elfoglalása volt. Előrenyomulásuk kemény ellenállásba ütközött, így csak lassan haladt előre. Július 10-re az 1. gárdadandár elérte közvetlen céljait, amely számos jelentős magaslat elfoglalásából állt. A horvát erők július 13-ig körülbelül 17 km-t tettek meg Dubrovnik hátországában, Greece és Visova falvaktól a Popovo mező peremén, a Cavtattól északra lévő Srnjak falun áthaladó útig, ahol előrenyomulásuk leállt.
Ahogy a gárdadandárok elérték a kitűzött célokat, az újonnan megszerzett területet fokozatosan átadták a tartalékos HV egységeknek. A 163. gyalogdandár, amely a JNA ostroma alatt Dubrovnikot védte, átvette a 4. gárdadandár által elfoglalt állásokat. Az 1. gárdadandárt is mentesítették, területi nyereségének ellenőrzését pedig a 115. gyalogdandár, a 145. gyalogdandár, a 148. gyalogdandár, a 156. gyalogdandár egy zászlóalja és a 10. dandár 2. százada vette át. A VRS július 9-én ellentámadásba lendült a tartalékos gyalogság ellen, ami veszteségeket szenvedett, és a 102. gyalogdandár egy századának a Zavalától keletre eső területről, valamint a 115. gyalogdandárnak Zavalából és Orahov Doból történő kivonulását okozta. A visszavonulás réseket teremtett a HV védelemben, fenyegetve Slano városát, de a keletkezett réseket 4. gárdadandár 3. zászlóalja lezárta. Napokkal később a 148. gyalogdandár egy másik, Bobani közelében végrehajtott VRS-ellentámadás miatt elveszítette az offenzíva során megszerzett területi nyereségének egy részét. Július 13-án a 2. gárdadandár egy szakasza megpróbálta elfoglalni a Vlaštica-csúcsot, de a támadás kudarcot vallott, ami a Tigris hadművelet végét jelentette.

## Kísérő hadműveletek

### Felszabadított föld hadművelet
Július 17-ig a VRS folytatta a Tigris hadművelet során elvesztett területek visszafoglalását célzó támadásait, fokozatosan visszaszorítva a HV-t Dubrovnik felé. Július 23-án a HV 1. gárdadandárja Zatontól északra ellentámadásba lendült, és a VRS-t északra és keletre a Popovo-mező felé lökte vissza. A „Felszabadított föld” hadművelet (horvátul: Operacija Oslobođena zemlja) kódnéven végrehajtott támadásnak nem sikerült elvágnia a Bobaniba telepített VRS 472. gépesített dandár egy zászlóalját, ezért a 4. gárdadandárt kellett bevetni a terület felszabadítására. Bár a támadás során megszerzett terület jelentős részét a VRS visszafoglalta, a hadművelet augusztus 8-ig megerősítette a térség HV-védelmét.

### A konavlei csata
1992. július végén a HV, a VRS és a JNA tárgyalásokat kezdett a JNA kivonásáról a dubrovniki repülőtérről és a Dubrovniktól keletre fekvő Konavle régióból a Kotori-öböl irányába. A megbeszéléseken az ENSZ és az Európai Unió (EU) képviselői közvetítettek. A JNA fő gondja az volt, hogy megtartsa az ellenőrzést a területen, különösen a Kotori-öböl bejáratánál fekvő a Prevlaka-félszigeten. Az öböl stratégiai jelentősége 1992-ben megnőtt, mert miután elveszítette összes horvátországi bázisát, ott volt az utolsó megmaradt jugoszláv haditengerészeti bázis. A megbeszélések hamarosan leálltak, mert az érintett katonai parancsnokoknak nem volt felhatalmazásuk a vitatott politikai kérdések megoldására. A béketárgyalások újabb fordulója az ENSZ és az EU békeközvetítésével zajlott. A Franjo Tuđman horvát elnök és Dobrica Ćosić jugoszláv elnök közötti megállapodás a JNA október 20-ig történő kivonásáért cserébe a Prevlaka-félsziget ENSZ által felügyelt demilitarizálását rendelte el. A megállapodás meghatározta a JNA eerőinek Konavléből történő kivonását és Montenegrón belül egy 15 km széles pufferzónát hozott létre. Mivel a kivonulás szabaddá tette volna a VRS védtelen oldalát Popovo-mezőn a VRS elkezdte tervezni a JNA erők leváltását a régióban, a HV pedig azt tervezte, hogy megelőzi a VRS akcióját.
A megállapodásnak megfelelően a JNA kivonult a területről, és október 20-án 20:30-ra elhagyta a horvát földet. Azon a magaslaton azonban, amely a dubrovniki repülőteret és Cavtat városát magában foglaló alacsonyan fekvő tengerparti fennsíkra néz a VRS váltotta fel őket. Október 20-án Ivan Jarnjak horvát belügyminisztert, az EU megfigyelő misszióát képviselő David Cranston altábornagyot és újságírókat szállító két horvát rendőrségi hajó kötött ki Cavtatban, de a VRS aknavetőkkel lőtt rájuk. Bobetko a Dubrovnik ostroma idején a védelem parancsnoki tisztét betöltő Nojko Marinović vezérőrnagyot nevezte ki a HV erők parancsnokává azzal a feladattal, hogy még aznap végezzen partraszállást Cavtat térségében. Az első partraszállásra október 21-én hajnali 3 óra 15 perckor került sor, amikor a „Pelješćanka” komp az 1. gárdadandár 5. zászlóaljának elemeit szállította Cavtatba. A partraszállási hadműveletet a „Postire” és a „Blace” kompok is támogatták, amelyek tankokat és más személyszállító járműveket szállítottak. Az 1. gárdadandár 5. zászlóaljához ezen a napon csatlakoztak ugyanazon dandár 1. és 3. zászlóaljának elemei. 13:15-kor a Pelješćankát VRS-tűz érte, de csak kisebb károkat szenvedett.
Miután partraszálltak Cavtatban, a HV-erők észak felé Zvekovicán és Uskopljén keresztül, a Cavtattól keletre emelkedő magaslat felé indultak. Az 1. gárdadandár 1. zászlóalja először a Gradina-hegynél érte el a VRS állásait, amelyet gyorsan legázolt, és a zászlóalj a Cavtattól 3 km-re északkeletre fekvő Jasenice felé indult, délutánra elérve a falut. Az 1. gárdadandár 5. zászlóalja október 21-én a régió északi részén, a horvát-bosznia-hercegovinai határral szomszédos Stravča és Duba falvakban foglalt állást, míg a horvát különleges rendőri erők Konavle keleti részére, a jugoszláv határhoz közeli Dubravka és Karasovići falvakba vonultak. Az 1. gárdadandár 3. zászlóalja a Konavle központját átszelő adriai országúton Čilipi és Gruda felé haladt. Az 1. gárdadandár 2. zászlóalja azt kapta feladatul, hogy biztosítsa a régiót Horvátország többi részével összekötő Dubrovnik-Plat utat. Délután a HV dubrovniki egységeiből kivont tartalékos gyalogos zászlóaljat, október 23-án pedig a 156. gyalogdandárt vezényelték az országhatárt védő 1. gárdadandár csapatainak felváltására.

### A Vlaštica hadművelet
Október 22-én, amikor a HV a Konavle biztosítását célzó műveletek befejezéséhez közeledett, a 4. gárdadandár és a 163. gyalogdandár Dubrovniktól északkeletre indult, és megtámadta a városhoz legközelebb eső VRS-állásokat. A 4. gárdadandár 3. és 5. zászlóaljának fő támadását a Vlaštica-csúcs elfoglalására irányították. Az 1. zászlóalj és a 4. gárdadandár egy független páncélos gépesített százada, miközben támadta Cerovac falut és Hum vasútállomását a VRS védelem egy részének kivonására került bevetésre. A 163. gyalogdandár Župa dubrovačkából Vlaštica felé haladva támogatta a hadművelet főirányát. Október 26-án Popovo mezőn a VRS balszárnya összeomlott és a régió fő boszniai szerb központja, Trebinje is veszélybe került. Tuđman azonban engedett a nemzetközi nyomásnak, hogy állítsa le a Dubrovnik környéki katonai műveleteket, és a harcok 1992. november 1-jére megszűntek.

## Következmények
A Tigris hadművelet csak 40 km2 területet foglalt el Dubrovnik környékén, de pufferzónát hozott létre a város körül, ami növelte annak biztonságát. Emellett javította az adria-tengeri autópálya Ploče-Dubrovnik szakaszának biztonságát is, különösen Golubov Kamen és Rijeka dubrovačka biztonságát, lehetővé téve Dubrovnik biztonságosabb utánpótlással való ellátását. A JNA ezt követő tárgyalásos kivonása Konavléből, és a HV gyors a régióba történő benyomulása azelőtt, mielőtt a VRS erői elfoglalhatták volna, valamint a dubrovniki hátországban végrehajtott egyéb támadó műveletek biztosították a horvát stratégiai győzelmet. 1992. október végére Dél-Dalmácia egész régióját horvát ellenőrzés alá vonták, Dubrovnik ostromát feloldották, és a város biztonsága 1992. október végére nagymértékben javult. Horvátországnak ez a része azonban továbbra is időszakos VRS tüzérségi támadásoktól szenvedett egészen az 1995. augusztusi Vihar hadművelet utánig.
Az 1995-ös felosztási megállapodás és a HV nagyszabású Bosznia-Hercegovinába telepítése nyomán a Horvát Köztársaság Fegyveres Erőinek Vezérkara a támadást Kelet-Hercegovina nagy részének elfoglalására összpontosította. A Burin hadművelet kódnevű támadást 1995. szeptember 3-án rendelték el hivatalosan, és a tervek szerint a HVO és az ARBiH erői vettek volna részt benne. A műveletet szeptember 17-én elhalasztották, de november 7-én ismét elrendelték annak végrehajtását, arra az esetre, ha a daytoni béketárgyalások kudarcot vallanának. A tervet 1995. december elején végleg törölték.
A JNA csapatainak Konavléből való kivonásáról szóló Tuđman-Ćosić-megállapodás érzelmi reakciót váltott ki Jugoszláviában, ahol vereségként és árulásként értelmezték. A megállapodást követően a Prevlaka-félszigetet demilitarizálták, és az ENSZ által létrehozott Egyesült Nemzetek Megfigyelőinek Prevlakai Missziója (United Nations Mission of Observers in Prevlaka – UNMOP) ellenőrzése alá helyezték. Az Egyesült Nemzetek Szervezete Biztonsági Tanácsának 779. számú, 1992. október 6-iki határozata a félszigetet az UNPROFOR ellenőrzése alá helyezte. Az ENSZ Biztonsági Tanácsa 981. számú határozata 1995. március 31-én az irányítást az újonnan létrehozott horvátországi Egyesült Nemzetek Bizalom-helyreállítási Művelete (United Nations Confidence Restoration Operation – UNCRO), majd 1996. január 16-án az ENSZ Biztonsági Tanácsának 1038. sz. határozata az UNMOP ellenőrzése alá helyezte. Az ENSZ ottani missziója két hónappal később járt le. A 2013. februári állapot szerint a Prevlaka-félsziget továbbra is demilitarizált, a horvát és a montenegrói rendőrség közösen járőrözik a tengeren. A térség határa továbbra is vitatott Horvátország és Montenegró között.

## Fordítás
Ez a szócikk részben vagy egészben  az   Operation Tiger (1992) című angol Wikipédia-szócikk ezen változatának fordításán alapul.  Az eredeti cikk szerkesztőit annak laptörténete sorolja fel. Ez a jelzés csupán a megfogalmazás eredetét és a szerzői jogokat jelzi, nem szolgál a cikkben szereplő információk forrásmegjelöléseként.